# 武汉天河站
武汉天河站作为武汉铁路客运枢纽“五主两辅”的主枢纽之一，是沪渝蓉高速铁路上的一座主要车站。本站亦是武汉天河空铁枢纽的重要组成部分，位于武汉天河国际机场东南侧，武汉绕城高速以北，武汉市黄陂区魏家岗附近。
武汉天河站为路基站，车站总规模为11台20线。近期沪渝蓉高铁场设6台10线，采用正线临靠站台布置，有效长650m；设450m×15.0m×1.25m基本站台1座，450m×12.0m×1.25m岛式站台 3 座，450m×13.0m×1.25m岛式站台（正线临靠）两座，雨棚与站台等长；设80m宽出站架空层。车站两端咽喉设小“八”渡线，满足接发始发列车需求，同时两端咽喉设多组平行进路满足车站同时接发列车平行作业需求。武汉天河站按站房面积60000平方米确定场坪尺寸，站房设于线路左侧，为线侧平式，设高架候车室。本线沿江高铁场对侧根据湖北省铁路发展规划，预留5台10线城际场及相应线路通道，预留车场到发线有效长650m，站中心与武汉天河站本线新建车场等高布置。车站东端设动车存车场1处，近期建设规模10线存车线，远期结合城际铁路开行动车组需求，预留6线检查库、30条存车线动车所总规模条件。